# Alberto Pansa
Alberto Pansa (* 8. Februar 1844 in Turin; † 4. April 1928 in Rom) war ein italienischer Diplomat.

## Leben
Alberto Pansa war der Sohn von Caterina Pirondi und Giuseppe Mamansa. Er war mit Maria Pansa (1867–1960) verheiratet. Er trat 1865 in den auswärtigen Dienst ein. Von 1866 bis 1869 war er Generalkonsul in Budapest in Österreich-Ungarn. 1879 und von 1881 bis 1883 war er in Bukarest akkreditiert.
Von 1884 bis 1885 wurde er an der Botschaft in Konstantinopel beschäftigt. Von 1889 bis 1893 war er Gesandter in Peking. Am 21. Februar 1892 wurde er zum außerordentlichen Gesandten und Ministre plénipotentiaire befördert. Vom 8. Februar 1894 bis 15. September 1895 war er Gesandter in Kairo. Am 15. September 1895 wurde er zum Gesandten in Konstantinopel ernannt, wo er vom 24. Oktober 1895 bis 10. März 1901 akkreditiert war. Vom 10. März 1901 bis 8. März 1906 war er Ambassador to the Court of St James’s. Vom 22. November 1906 bis zu November 1912 war er Botschafter in Berlin. Er trat von diesem Posten zurück, da er keine Gemeinsamkeit mit der neuen Diplomatie des Außenministers Antonino Paternò-Castello hatte.